# یواس‌اس البوکرک (پی‌اف-۷)
یواس‌اس البوکرک (پی‌اف-۷) (به انگلیسی: USS Albuquerque (PF-7)) یک کشتی بود. این کشتی در سال ۱۹۴۳ ساخته شد.